# 足立音衛門
株式会社足立音衛門（あだちおとえもん）は、京都府福知山市に本店を置く洋菓子店。焼き菓子の製造・販売を手掛けている。

## 概要
足立音衛門は、京都府福知山市に本店を置く洋菓子店である。店名である「音衛門」は、丹波に暮らしていた先祖が代々「音衛門」の名前だったことに由来する。現在の店主も「音衛門」を名乗る。
店主は栗おたくを自称しており、メニューにも栗を使ったものが多く見られる。
京都本店のほか、全国の百貨店に店舗を展開しており、福知山のスイーツを代表する名店ともいわれる。

## 沿革
脱サラ後に佃煮の卸売販売をしていた足立史郎は、1991年（平成3年）に福知山市和久市にフランス料理店「丹波の味工房しきぶ」を開店させた。社長の足立自らがシェフでもあり、デザートとして提供していたケーキが評判を呼んだため、次第にケーキをメインに販売するようになった。
2004年（平成16年）、テレビ番組で和三盆糖のパウンドケーキが紹介されたことが契機となり、数か月分の予約が入り、百貨店のバイヤーから催事販売の勧誘を受けるようになる。当時の催事販売の記録を塗り替えるほどの人気を博した。
2005年（平成17年）4月11日 、福知山市内記に「株式会社 足立音衛門」を設立。本社・本店店舗として利用されている「松村家住宅」は、明治末期から大正にかけて、株式会社松村組創始者である松村雄吉の社屋兼住宅として建築されたものである。京都府指定文化財に指定されており、訪れた客は敷地内の庭や施設の外観を眺めることができる。
2009年（平成21年）、大阪の阪急百貨店うめだ本店に初の常設店舗を構え、同年12月には東京の松屋銀座にも出店。その後も全国の百貨店に常設店舗を構え、その直営店は10店舗にのぼっている。ブランド戦略として「ここでしか買えない希少性」を打ち出すため、他の百貨店の催事などへの出店は行わない。年商10億円のうち、京都本店を含む実店舗の売り上げが7割から8割にのぼり、贈答用として年末年始の繁忙期の客単価は5,000円にのぼる。
2021年 （令和3年）、2020年（令和2年）に廃校となっていた福知山市立佐賀小学校跡地を取得し、約3億5,000万円をかけて足立音衛門「里山ファクトリー」として整備、10月にオープンした。それまで市内に点在していた製造・出荷の機能を集約し、その機能を1.5倍に増強した拠点として活用するほか、グラウンドを公園として開放する地域貢献も行っている。

## 展開している主な商品

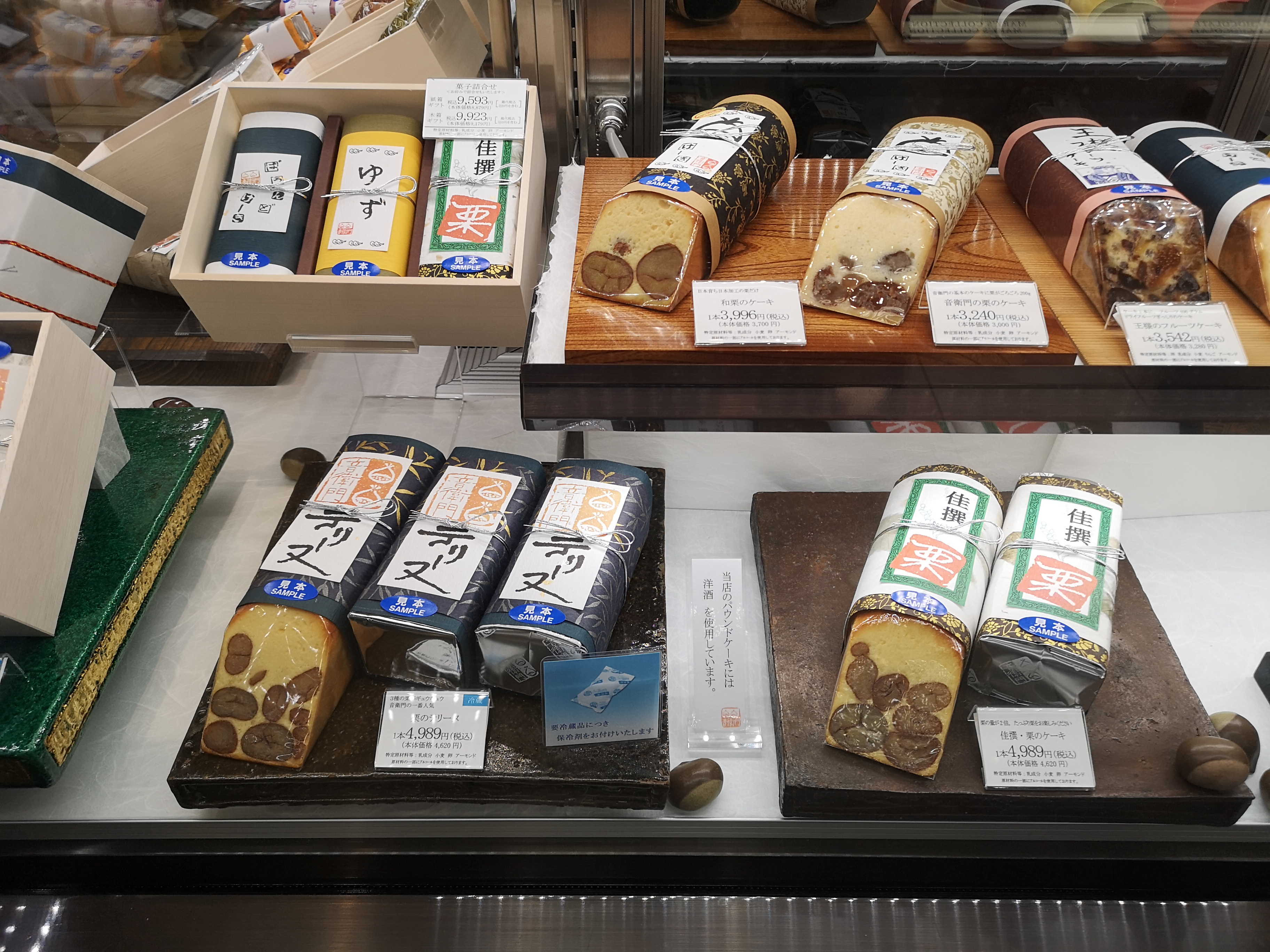
看板商品の栗のパウンドケーキ

社長の足立自らが産地に足を運び厳選した食材のみを使用し、1本1万円を超える「栗のテリーヌ 天」など高級和洋菓子の製造販売を行う。直営店で販売する商品の約7割で栗を使用することから、栗を使った菓子ブランドとして高い知名度を得ている。
高級焼き菓子のイメージが強いものの、京都本店では、地元民や観光客にも足を運びやすいよう「集栗夢（シュークリーム）」やジェラードも扱う。

### パウンドケーキ
主な商品は以下の通り。数量限定の日替わりで、パウンドケーキをカットした試食用ケーキも提供する。
- 栗のテリーヌ「天」 - 粒が大きく質の良い丹波栗を厳選し、同じく粒の美しいものを厳選したヨーロッパ栗とあわせて使用している[2]。和三盆糖や発酵バター、塩にもこだわり、厳選した素材のみを使用する。福知山市ふるさと納税の返礼品にもなっている１本1万1,880円の高級菓子だが、2022年までに8万本以上を販売した[8][3][2]。
- 栗のテリーヌ - 代表商品で、国産・ヨーロッパ種・アンデス栗（チリ産）の3種の栗を、ケーキ700グラムに対して400グラム使用している[3]。
- 和栗のケーキ　国内収穫、国内加工の和栗と和三盆糖を使用している。
- 音衛門のパウンドケーキ　音衛門の原点と言われており、低水分の発酵バターや讃岐三谷家の手づくり和三盆糖などを使用している。

## 店舗

### 京都本店（旧松村家住宅）

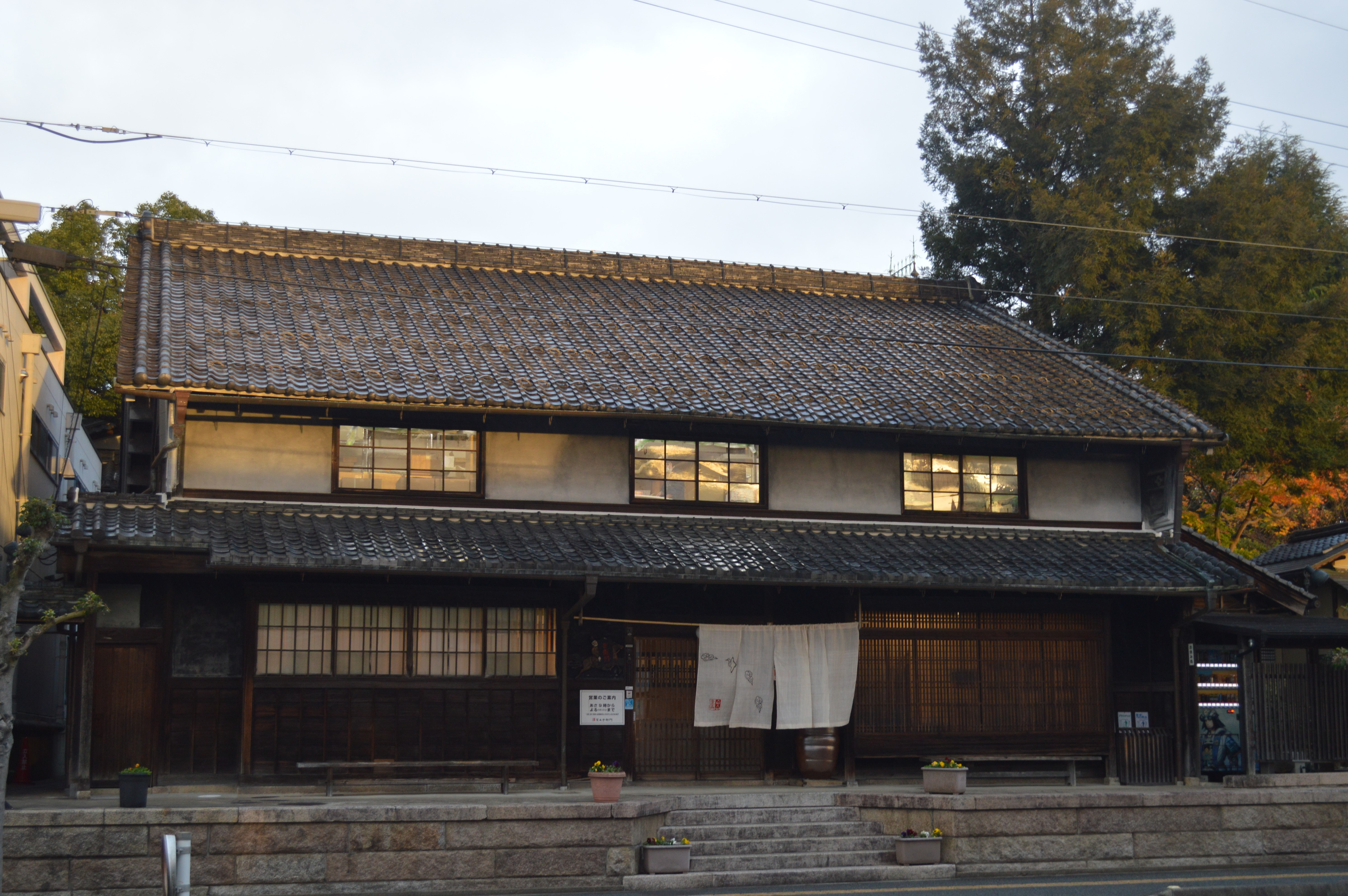
京都本店として使用される旧松村家住宅主屋

足立音衛門が本店を構える松村家住宅は、もともと株式会社松村組の創始者松村雄吉の社屋兼住居として1912年（明治45年）から1918年（大正7年）にかけて建築された。木造2階建ての洋館・御殿・撞球場・主屋の4棟で構成される福知山市に残る代表的な近代建築であり、1997年（平成9年）に京都府指定文化財、2015年（平成27年）に国登録有形文化財となった。
府の文化財指定後は不定期で一般公開されていたが、2005年（平成17年）に松村組が倒産して所有権を手放し、空き家となった後は閉鎖され、2006年（平成18年）には御殿の鬼瓦や銅版のスレート、室内の壁や床柱などが盗難の被害にあっていた。
足立音衛門の本店となった現在は、木壁をなくして駐車場とし、主屋を店舗として使用。他の建築物、洋館・茶室・撞球場・御殿・土蔵は外観のみ公開している。

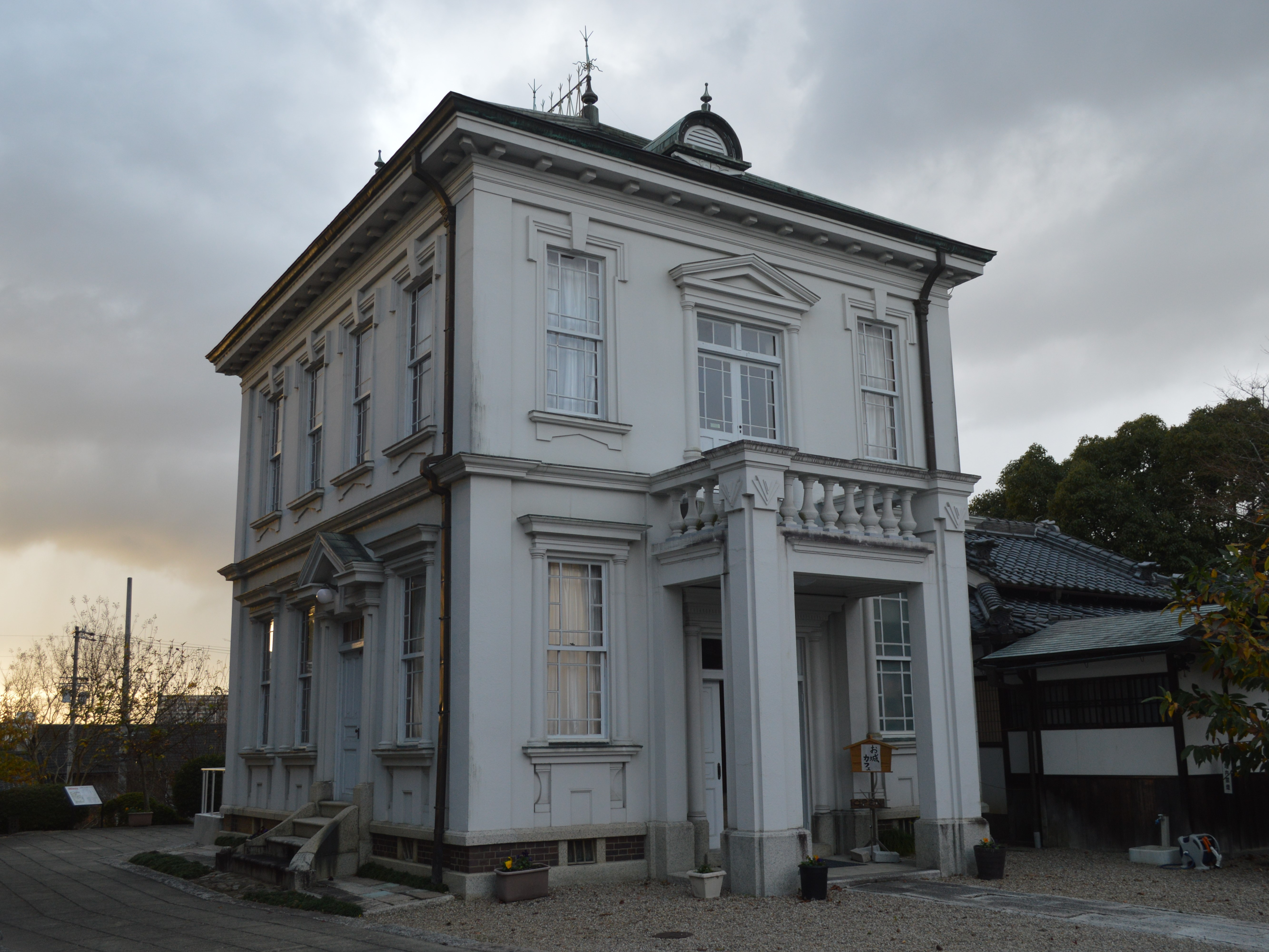
旧松村家住宅洋館
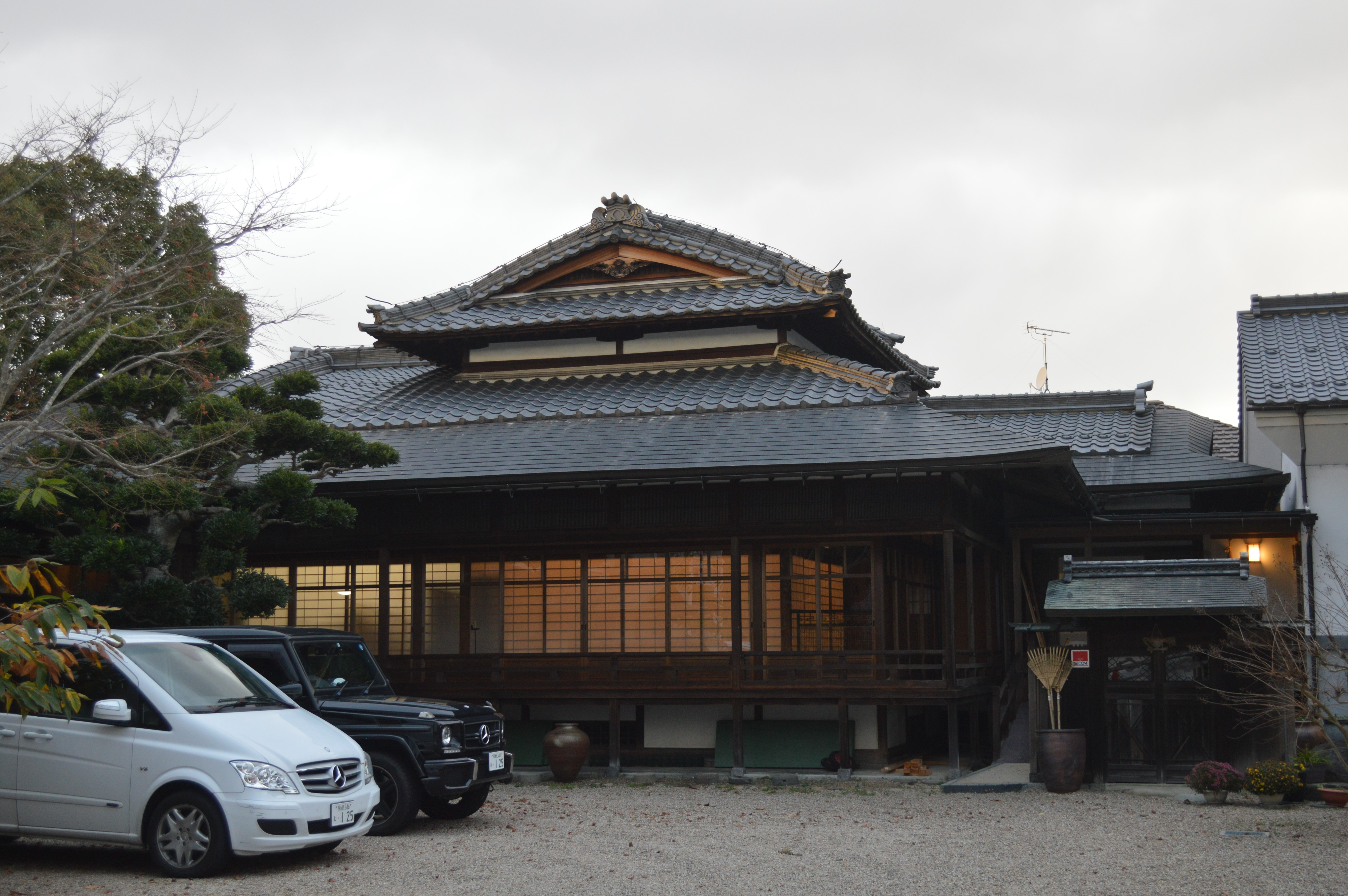
旧松村家住宅御殿
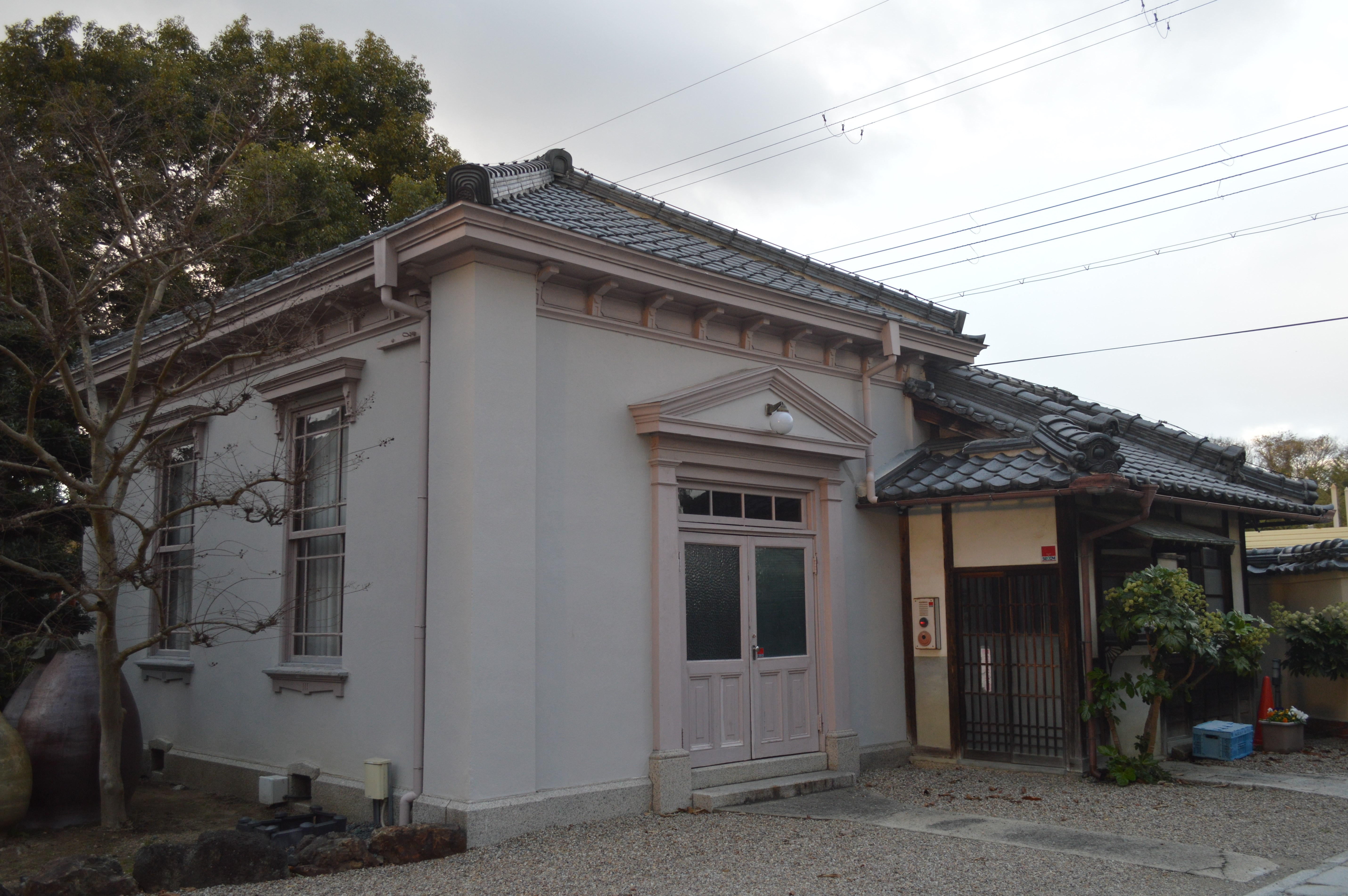
旧松村家住宅撞球場
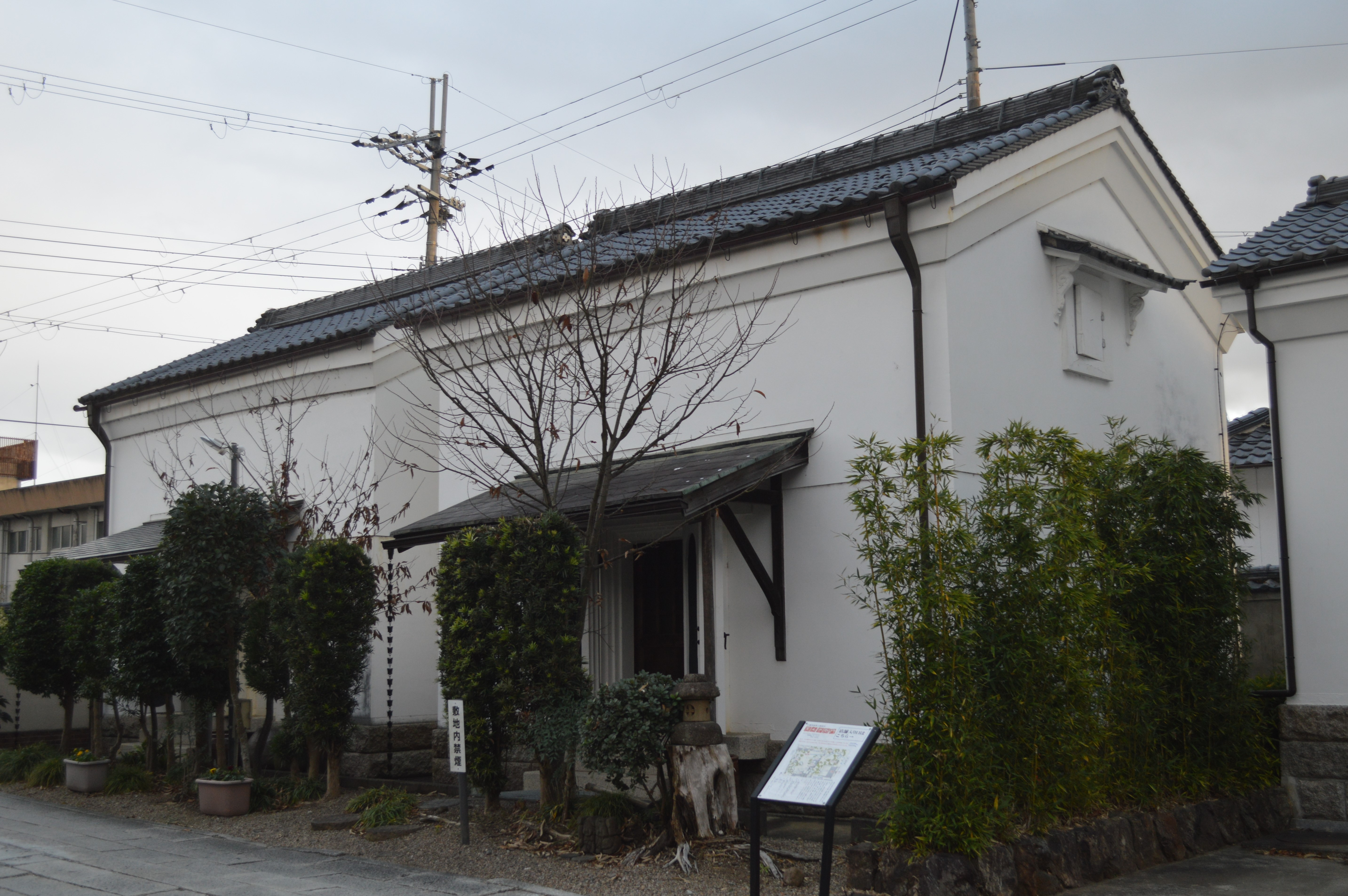
旧松村家住宅土蔵

### 里山ファクトリー

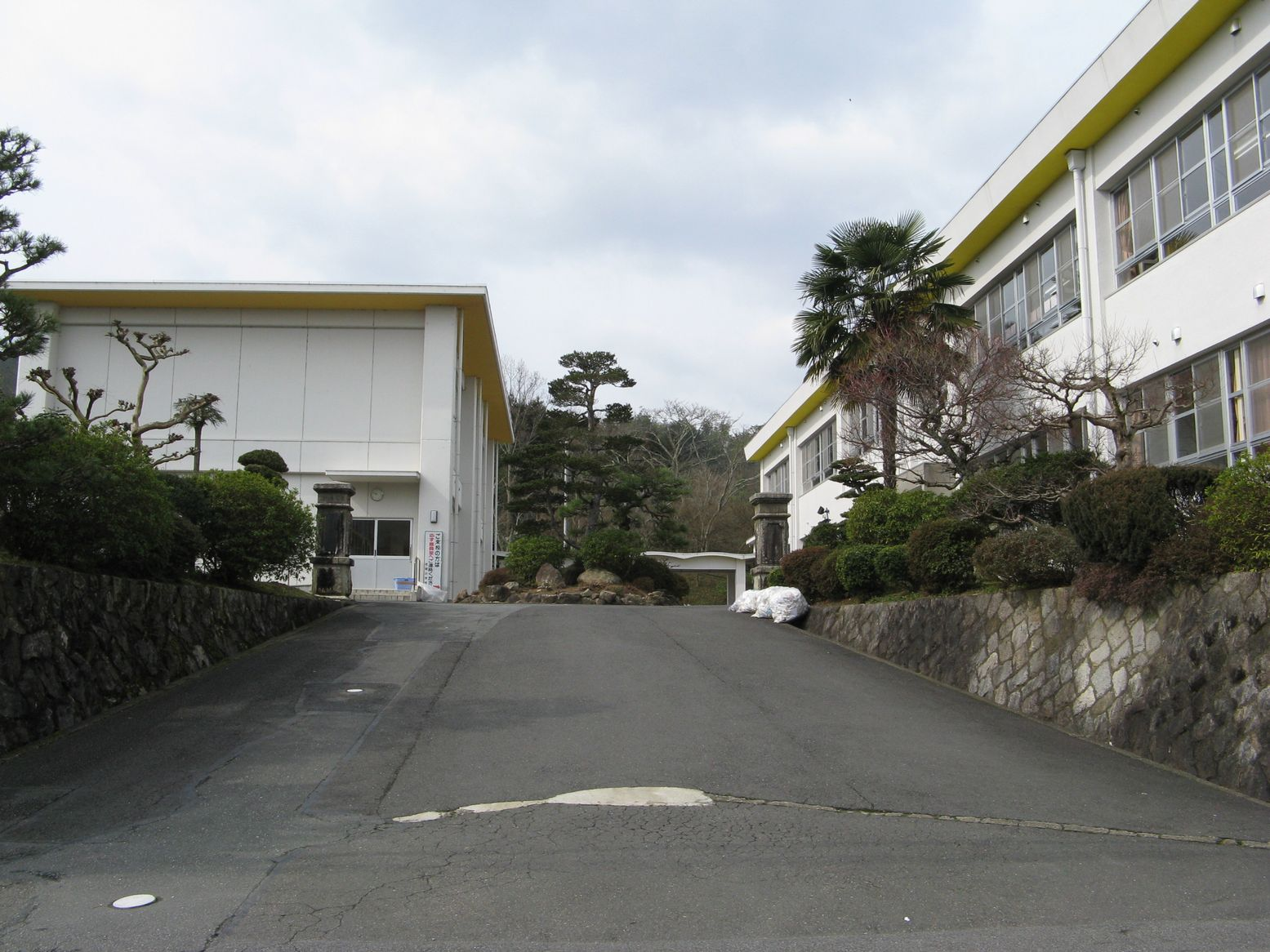
旧福知山市立佐賀小学校

旧福知山市立佐賀小学校の跡地を整備し、菓子製造と出荷機能を集約し、需要増加に対応するため開設したファクトリー。2021年（令和3年）10月1日に開業した。菓子の製造ラインを見学可能な「オープン・ファクトリー」として整備し、ファミリー層の利用拡大をねらい、売店やカフェなども併設。
規模は、敷地面積19,426平方メートルに鉄筋コンクリート2階建ての教室棟2棟、管理棟、鉄骨平屋建ての体育館をあわせて延床面積は2,358平方メートル。教室棟をおもに菓子を製造する厨房とし、管理棟に厨房のほかショップやカフェを併設する。

### その他販売店
和菓子を扱う「丹波鶴屋」のほか、直営店10店舗を全国の百貨店に展開する。2020年代、年末年始の贈答用品として需要が増加傾向にある。
- 足立音衛門姉妹店：丹波鶴屋 - 丹波大納言小豆を使用した和菓子を提供している[15]。
- 北海道：大丸札幌店
- 東京：西武池袋店
- 東京：松屋銀座店
- 横浜：そごう横浜店
- 東京：日本橋三越店
- 名古屋：松坂屋名古屋店
- 大阪：阪急うめだ店
- 京都：大丸京都店
- 兵庫：神戸阪急店
- 福岡：福岡三越店

#### オンラインショップ
- 公式オンラインショップ[16]
- 楽天市場店[17]
- Yahoo!ショッピング店[18]